# Kloster Neunkirchen am Brand

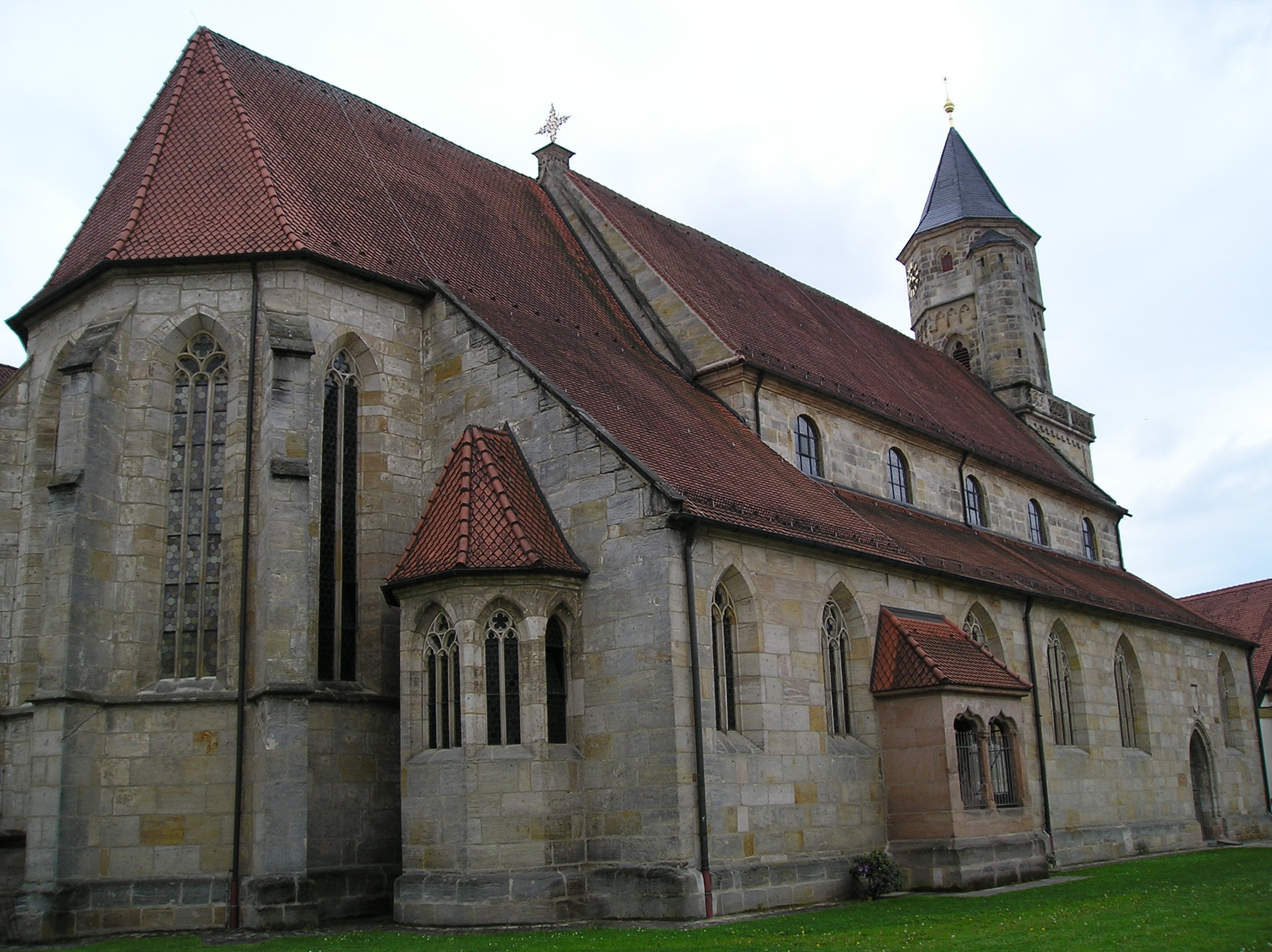
Die St. Michaelskirche des ehemaligen Klosters

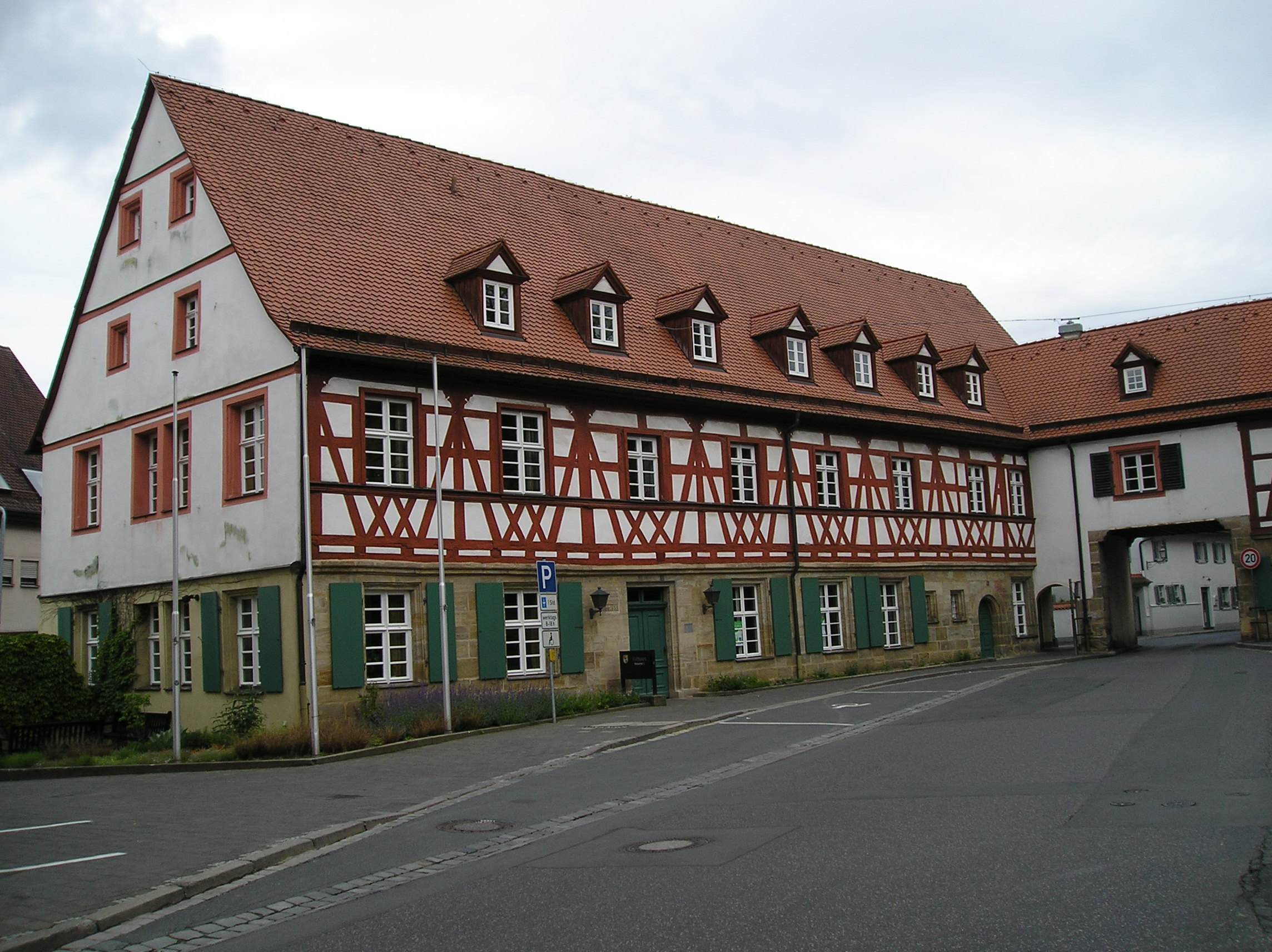
Die alte Klosterschule, in der sich heute das neue Rathaus befindet, rechts im Bild das Klosterhoftor

Das Kloster Neunkirchen am Brand ist ein ehemaliges Kloster der Augustiner-Chorherren in Neunkirchen am Brand in der Diözese Bamberg.

## Geschichte
Das St. Michael geweihte Kloster wurde 1313 durch Leopold von Hirschberg, Scholastikus am Kollegiatstift St. Gangolph in Bamberg, gegründet. 
1555 zog die fürstbischöfliche Hofkammer das Kloster ein, nachdem die letzten Chorherren nach der Reformation das Kloster verlassen hatten. Seit 1642 wurden die Klostergüter zum Unterhalt des Priesterseminars Bamberg verwendet. Im Gegensatz zu anderen Klöstern im Hochstift Bamberg wurde das Stift jedoch nicht aufgehoben. 1803 fiel Neunkirchen mit dem Hochstift Bamberg an Bayern. Kirche und Klostergebäude blieben erhalten. Die Klosterkirche St. Michael ist heute Zentrum der katholischen Pfarrgemeinde. Das Verwaltungsgebäude, geplant von Balthasar Neumann, dient sozialen Einrichtungen. Der Großteil der übrigen erhaltenen Klosterbauten wird von der Marktgemeinde Neunkirchen am Brand genutzt.

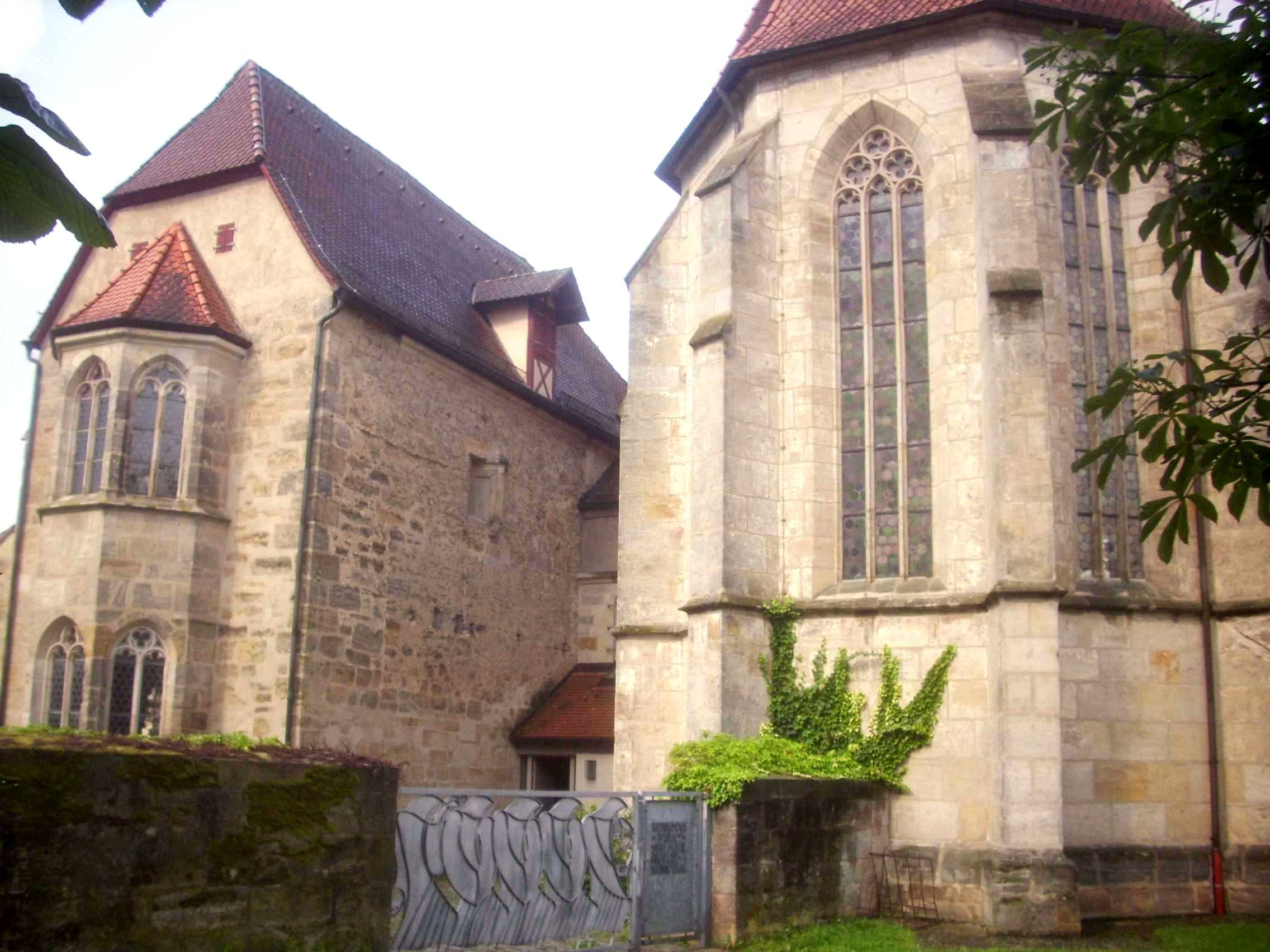
Chor der Klosterkirche und Augustinuskapelle

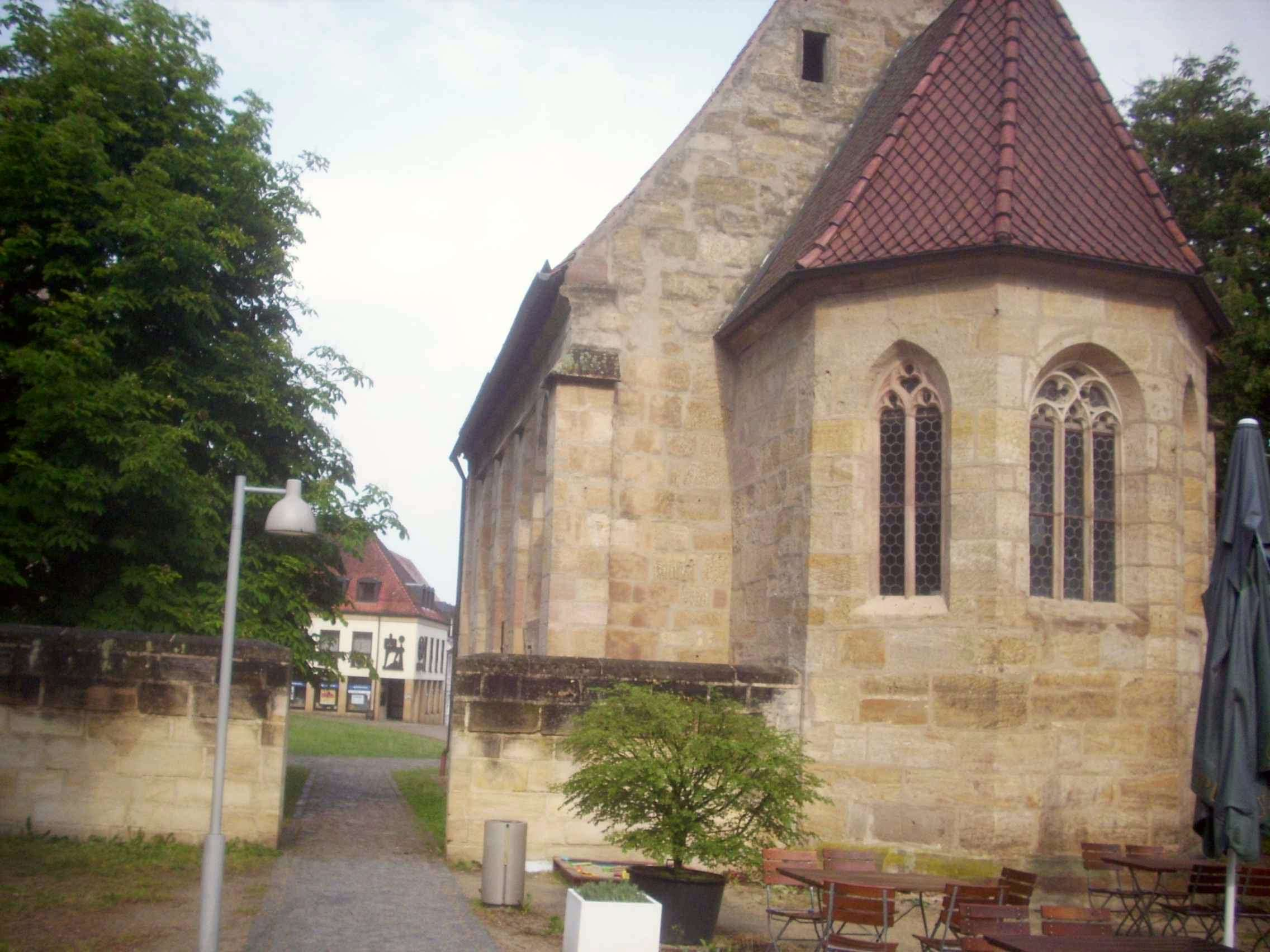
Katharinenkapelle

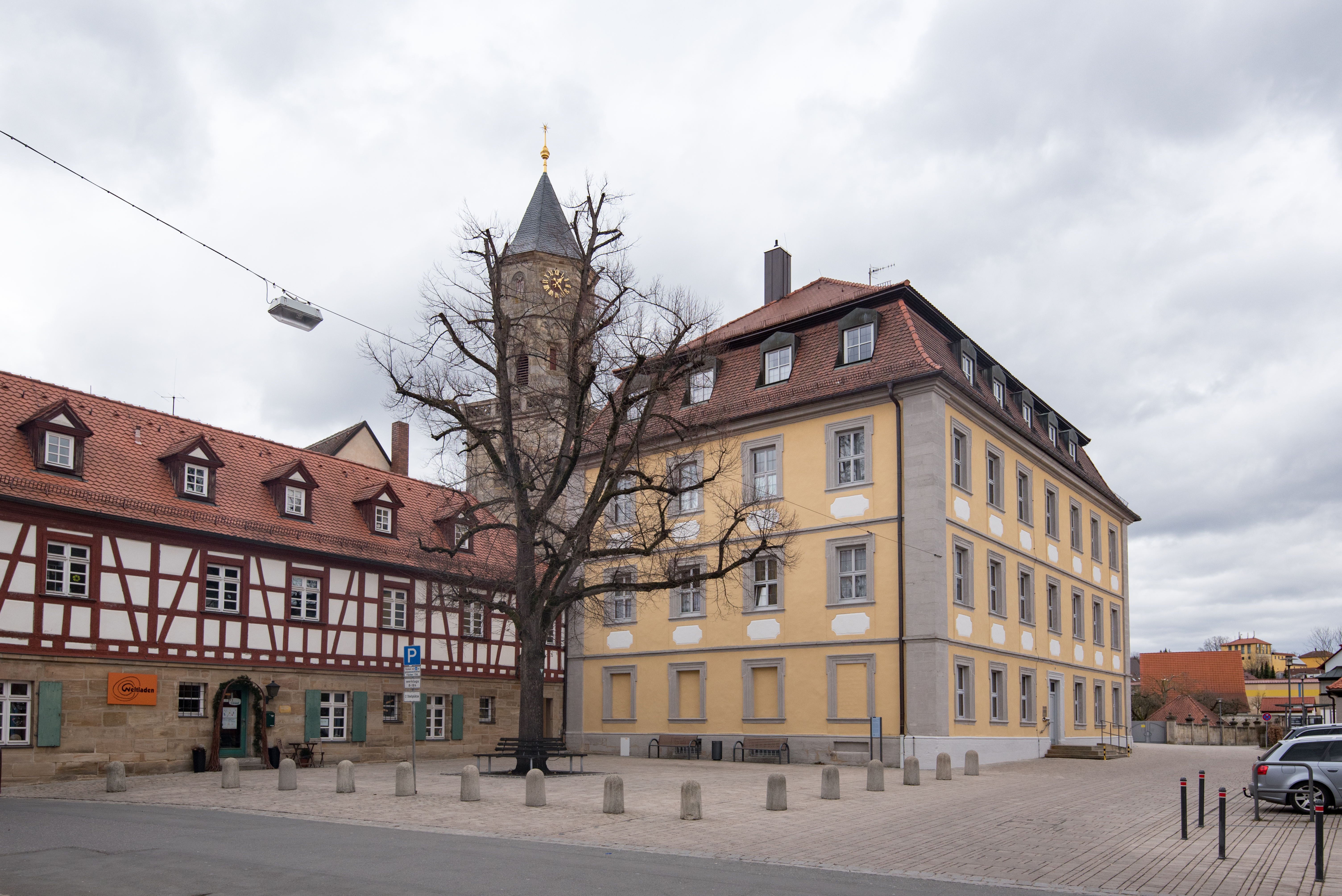
Verwaltungsgebäude von Balthasar Neumann

## Klostergebäude

### Klosterkirche
Die ehemalige Klosterkirche ist eine zweischiffige, unsymmetrische gotische Kirche mit einem Hauptchor und einer nördlich daran anschließenden Kapelle mit Chörlein.

### Pfarrhaus
Das Pfarrhaus ist ein zweigeschossiges Bauwerk mit Walmdach, in dem im Norden der Kapitelsaalbau des späten 14. Jahrhunderts und im Westen ein Teil des Kreuzgangs aufgegangen ist. Der Kapitelsaal, die heutige Augustinuskapelle, ist mit Kreuzrippengewölben, einem Chörlein mit Fünfachtelschluss und einem zweijochigen Kapellenanbau auf der Südseite versehen. Im Saal sind Wandmalereien des frühen 15. Jahrhunderts mit Darstellungen aus dem Leben des heiligen Augustinus erhalten, der gleichartige Saal im Obergeschoss enthielt vermutlich früher die Bibliothek.

### Katharinenkapelle
Nordöstlich der Kirche liegt die profanierte Katharinenkapelle, ein gotisches Bauwerk mit Chor, der mit Fünfachtelschluss endet.

### Kloster- und Marktbefestigung
Zum Kloster und dessen Umgebung gehören Mauerreste, die auf langen Strecken des Mauerrings erhalten sind, sowie vier Tore: 
- Klostertor um 1600,
- Erlanger Tor von 1497,
- Erleinhofer Tor mit Wappenrelief von 1502,
- Forchheimer Tor mit der Jahreszahl 1582 und mit Wappen von 1503.

Das Gräfenberger Tor als ehemaliges fünftes Tor ging durch Beschuss im Zweiten Weltkrieg verloren.